# Dune: Part Two
Dune: Part Two ist ein US-amerikanischer Science-Fiction-Film des kanadischen Regisseurs Denis Villeneuve und die Fortsetzung des Films Dune (2021). Der Film kam am 28. Februar 2024 in die österreichischen und am 29. Februar 2024 in die deutschen und deutschschweizer Kinos. Der US-amerikanische Kinostart war am 1. März 2024. Die Handlung basiert auf der zweiten Hälfte des 1965 erschienenen ersten Buches der gleichnamigen Romanreihe von Frank Herbert; das Drehbuch wurde von Villeneuve und Jon Spaihts geschrieben. Im Rahmen der Oscarverleihung 2025 wurde Dune: Part Two unter anderem als bester Film nominiert.

## Handlung
Prinzessin Irulan, Schülerin von Mohiam, der Anführerin der Bene Gesserit, zeichnet nach der vermeintlich vollständigen Vernichtung des Hauses Atreides durch ihren Vater, Imperator Shaddam IV. Corino, eine Botschaft über ihre Vermutung auf, dass Paul Atreides noch am Leben sein könnte.
Tatsächlich ist Paul auf dem Wüstenplaneten Arrakis mit den Fremen im Gebirge unterwegs. Zusammen mit seiner Mutter Lady Jessica fand er nach dem Tod seines Vaters Leto I. Atreides und dem vom Imperator befohlenen Angriff auf Arrakeen durch die Harkonnen eine Zuflucht bei den Fremen. Einer ihrer Anführer, Stilgar, sieht darin ebenso wie viele in seinem Volk ein Zeichen dafür, dass Paul der „Lisan al-Gaib“ ist, der Messias und Prophet ihrer Religion.
Paul wird bei den Fremen aufgenommen und lernt mit der Zeit deren Bräuche und Lebensgewohnheiten. Er nimmt an einem Initiationsritus teil, bei dem er auf einem Sandwurm reitet, und geht erfolgreich daraus hervor. Seine Mutter Jessica wird von Stilgar vor die Wahl gestellt, zu sterben oder die „Ehrwürdige Mutter“ der Fremen, eine alte Bene Gesserit, die im Sterben liegt, zu ersetzen. Jessica reist in den Süden, um sich mit den Fundamentalisten der Fremen zu vereinen, aber Paul fürchtet seine Visionen, die ihm zeigen, dass ein heiliger Krieg ausbrechen wird, wenn er als Messias in den Süden geht. Jessica wird durch ein Ritual – sie trinkt das Wasser des Lebens, das aus ertränkten Sandwürmern gewonnen wird – zur neuen „Ehrwürdigen Mutter“ und spirituellen Führerin der Fremen. Ihre ungeborene Tochter Alia erlangt durch das Ritual volles Bewusstsein und Jessica kann fortan mit ihr kommunizieren.
Paul und Chani verlieben sich und Jessica beginnt damit, unter den Fremen den Glauben an den Messias zu vertiefen, was Paul viele neue Anhänger einbringt. Indem Paul die Fremen bei Angriffen auf die Harkonnen unterstützt, erlangt er mit der Zeit deren Respekt und wird von diesen als der Messias „Lisan al-Gaib“ erkannt und von nun an wie ein Gott verehrt. Es gelingt ihm, die Fremenanführer unter dem Banner des Hauses Atreides zu vereinen. Rabban Harkonnen, dem Verwalter von Arrakis, gelingt es nicht, die Attacken der Fremen zu verhindern. Immer mehr Gewinnungsanlagen und Lagerstätten für Spice werden von ihnen zerstört. Baron Harkonnen ersetzt ihn deshalb durch seinen sadistischen Erben und na-Baron Feyd-Rautha, der von Mohiam als möglicher „Kwisatz Haderach“ angesehen wird und deswegen von Lady Margot Fenring getestet wird, so wie einst Paul Atreides von Mohiam.
Feyd-Rautha greift alle Sietches der Fremen an, woraufhin Paul nun doch die Fremen anführen möchte. Um dies tun zu können, trinkt er das Wasser des Lebens, was für einen Mann normalerweise tödlich endet und verboten ist. Paul überlebt. Nun kann er die Zukunft sehen und erfährt auch, dass seine Mutter Jessica die Tochter von Baron Harkonnen ist. Bei einem Angriff auf einen Spice-Ernter entdeckt Paul, dass Gurney Halleck überlebt hat und sich nun als Schmuggler betätigt. Von Gurney erfährt er von dem Atomwaffen-Arsenal seiner Familie, das er verloren glaubte.
Die Anführer der südlichen Fremen drängen Paul, Stilgar die Führung streitig zu machen, aber er weigert sich und beweist stattdessen seine Macht, indem er die Gedanken von zwei Fremen-Zuschauern rezitiert. Paul erklärt sich zum Lisan al-Gaib und sendet eine Herausforderung an Shaddam IV. Dieser landet daraufhin mit seiner Tochter, Prinzessin Irulan, der Anführerin der Bene Gesserit, Mohiam, und seinen Sardaukar-Truppen nahe der Hauptstadt Arrakeen. Pauls Fremen, unter der Führung von Gurney Halleck und Stilgar, attackieren die Festung, umzingeln Shaddams Truppen und greifen sie mit Atomwaffen und Sandwürmern an. Die Sardaukar werden überwältigt. Shaddam demütigt währenddessen Baron Harkonnen für sein Versagen auf Arrakis. Paul stellt den Imperator in seinem Thronsaal, offenbart sich dem hilflos am Boden liegenden Baron als sein Enkel und tötet ihn anschließend. Gurney fängt den fliehenden Rabban ab und tötet ihn ebenfalls.
Imperator Shaddam und seine Tochter Prinzessin Irulan werden gefangen genommen. Als Kriegsschiffe der anderen großen Häuser im Orbit von Arrakis erscheinen, droht Paul diesen für den Fall einer Einmischung, sämtliche Produktionsstätten für Spice mit den verbliebenen Atomwaffen seiner Familie zu zerstören. Paul fordert vom Imperator Blut für den Tod seines Vaters. Feyd-Rautha tritt als Kämpfer für Shaddam an und wird von Paul nur knapp bezwungen. Danach zwingt Paul den Imperator, sich zu unterwerfen und den Ring seines Vaters zu küssen. Um seinen Anspruch auf die Herrschaft zu sichern, will er darüber hinaus Prinzessin Irulan zur Frau nehmen. Diese stimmt zu, wenn Paul im Gegenzug das Leben ihres Vaters verschont. Chani, der Paul kurz zuvor seine Liebe gestanden hat, wendet sich enttäuscht von Paul ab und verschwindet in der Wüste. Da die großen Häuser die Thronübernahme von Paul nicht akzeptieren, befiehlt dieser einen Angriff auf deren Flotten im Orbit von Arrakis. Jessica und Alia sehen darin den Beginn des heiligen Krieges, der nun ins Universum hinausgetragen wird.

## Produktion

### Entstehung und Filmstab
Es handelt sich bei Dune: Part Two um den zweiten Film einer Neuadaption des gleichnamigen Science-Fiction-Romans Dune von Frank Herbert, der bereits 1984 mit Der Wüstenplanet von Regisseur David Lynch verfilmt worden war, nachdem zuvor Alejandro Jodorowsky mit seinem Filmprojekt in den 1970er-Jahren scheiterte. 2000 wurde zudem die Miniserie Dune – Der Wüstenplanet veröffentlicht, die mit ihrer Fortsetzung Children of Dune (2003) auch zwei Folgebände der Vorlage umsetzte. Die Fortsetzung Dune: Part Two basiert auf der zweiten Hälfte des ersten Buches, nachdem Dune (2021) bereits die erste Hälfte thematisierte. Bei der Neuauflage führt erneut Denis Villeneuve Regie, der bei den Internationalen Filmfestspiele von Venedig 2021 zudem deutlich machte, dass er eine Dune-Trilogie plant. Die ersten beiden Spielfilme sollen sich dabei auf den Roman Dune – Der Wüstenplanet und der dritte Teil auf Dune Messiah – Der Herr des Wüstenplaneten beziehen. Die Fortsetzung erhielt am 26. Oktober 2021 grünes Licht.
Das Drehbuch schrieben erneut Villeneuve und Jon Spaihts, als Produzenten sind Mary Parent und Cale Boyter wieder dabei, zusammen mit Tanya Lapointe und Patrick McCormick. Wie beim ersten Teil übernahm Joe Walker den Filmschnitt.
Die Produktionskosten des Films belaufen sich nach Schätzungen der Filmdatenbank IMDb auf 190.000.000 US-Dollar.

### Besetzung
Zu den wiederkehrenden Darstellern zählen Timothée Chalamet, Zendaya, Rebecca Ferguson, Javier Bardem, Stellan Skarsgård, Dave Bautista und Charlotte Rampling. Über Zendayas Figur äußerte sich Regisseur Denis Villeneuve im August 2021, Chanis Rolle werde in Dune: Part Two größer und damit neben Chalamets Paul Atreides die Protagonistin des Films sein. Als Neuzugänge wurden Austin Butler für die Rolle des soziopathischen Harkonnen-Kriegers und neuen Gouverneurs über Arrakis, Feyd-Rautha, Christopher Walken als Imperator Shaddam IV., Florence Pugh als dessen Tochter Prinzessin Irulan, Léa Seydoux als Lady Margot Fenring, Souheila Yacoub und Tim Blake Nelson sowie Anya Taylor-Joy verpflichtet. Letztere ist in einem Flash-Forward als Pauls Schwester Alia Atreides zu sehen.

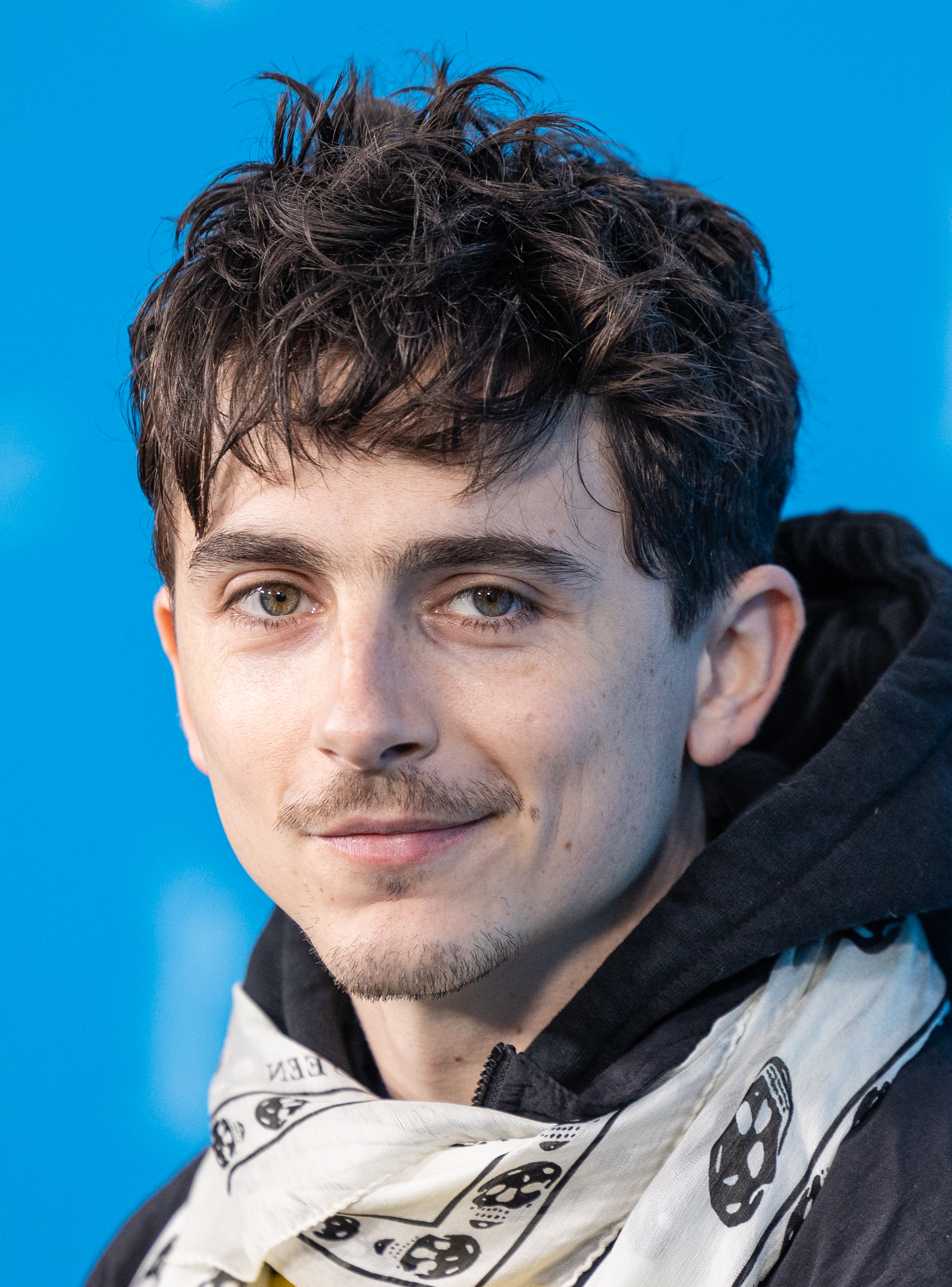
Timothée Chalamet spielt Paul Atreides
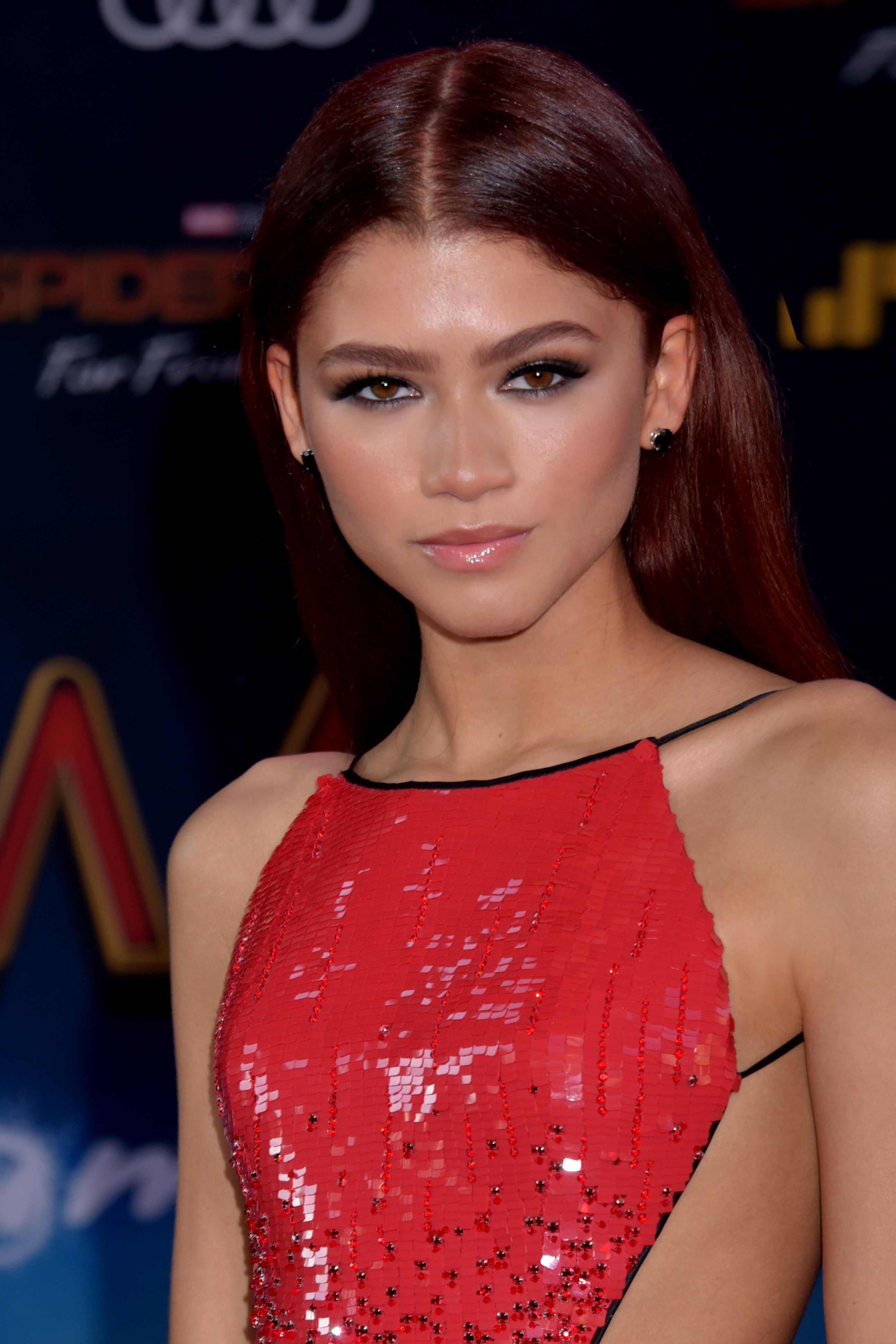
Zendaya spielt Chani
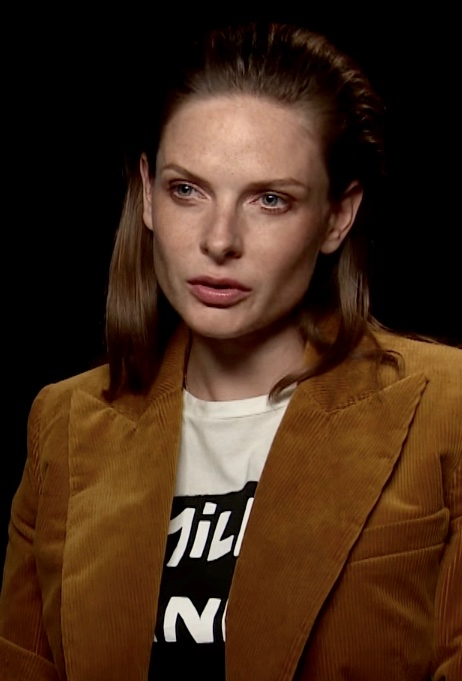
Rebecca Ferguson spielt Lady Jessica
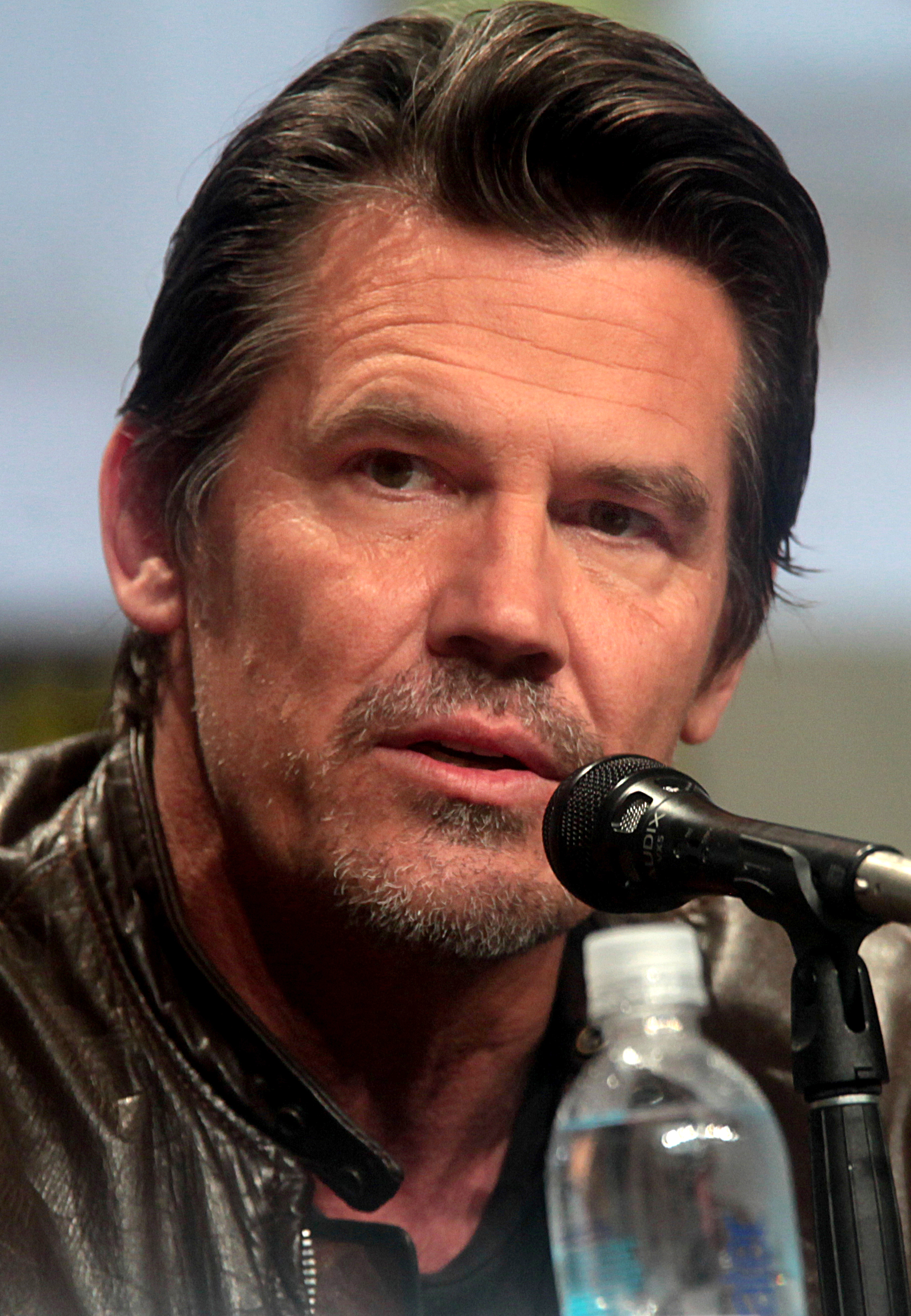
Josh Brolin spielt Gurney Halleck
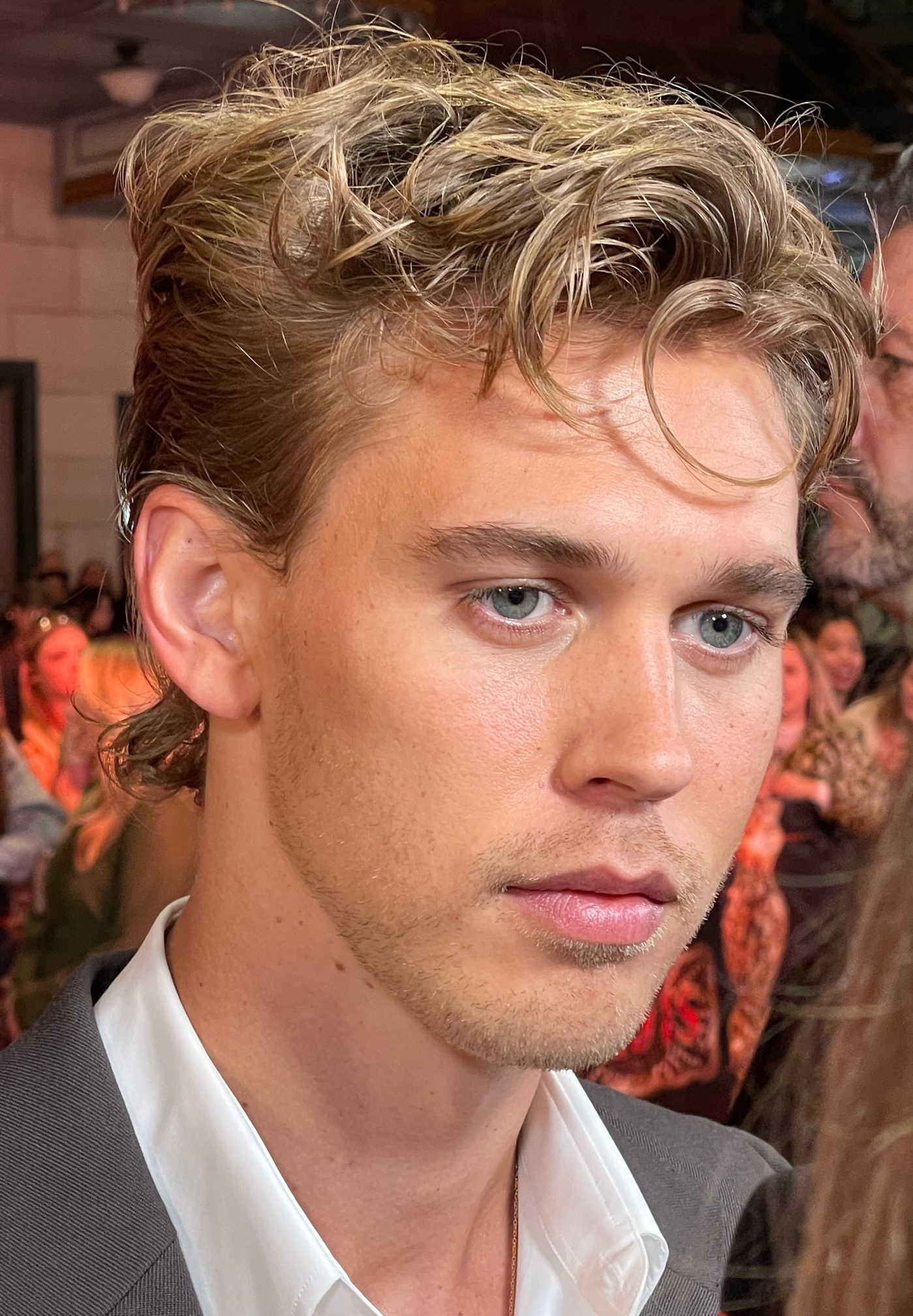
Austin Butler spielt Feyd-Rautha Harkonnen
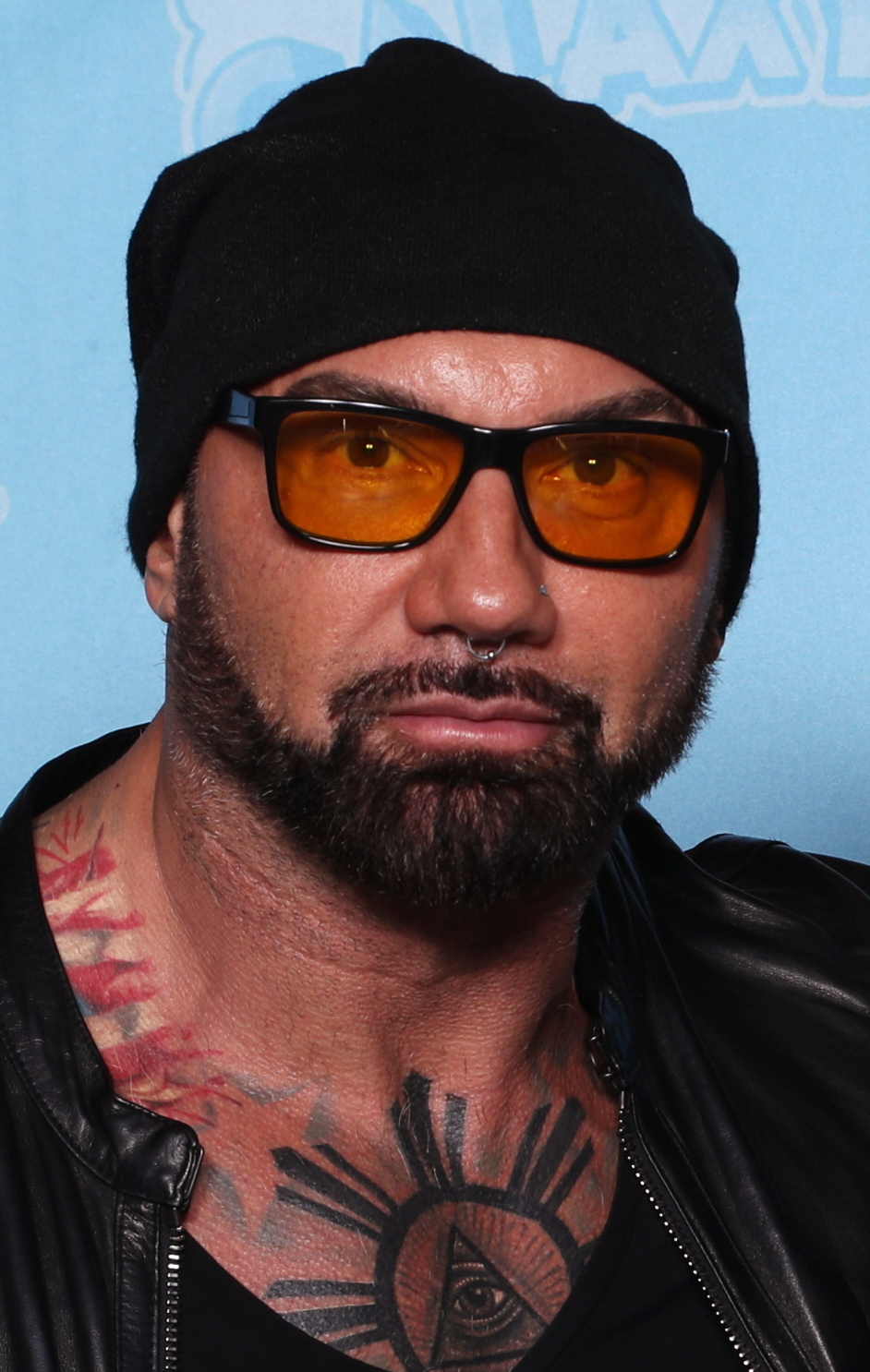
Dave Bautista spielt Glossu Rabban
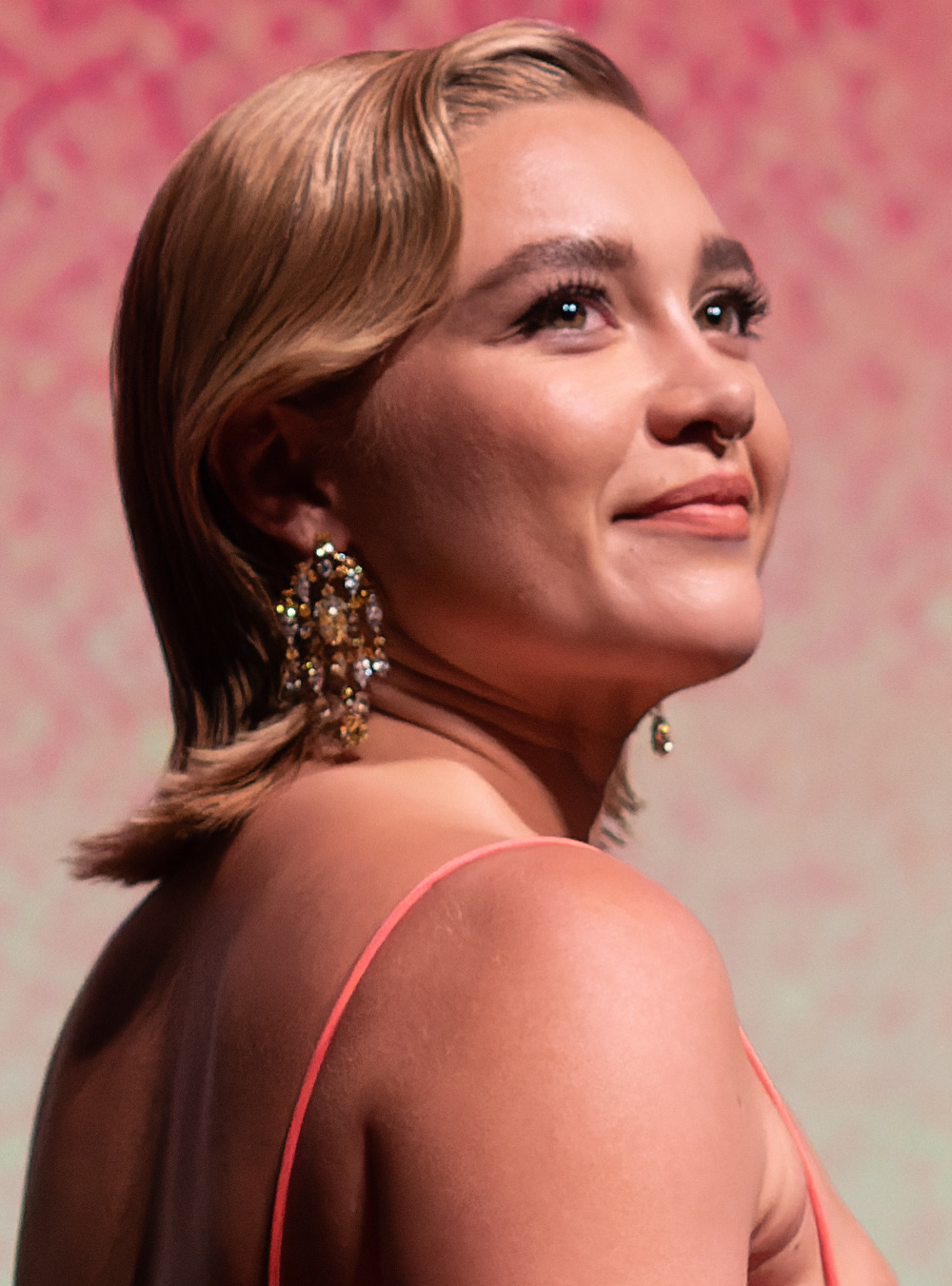
Florence Pugh spielt Prinzessin Irulan
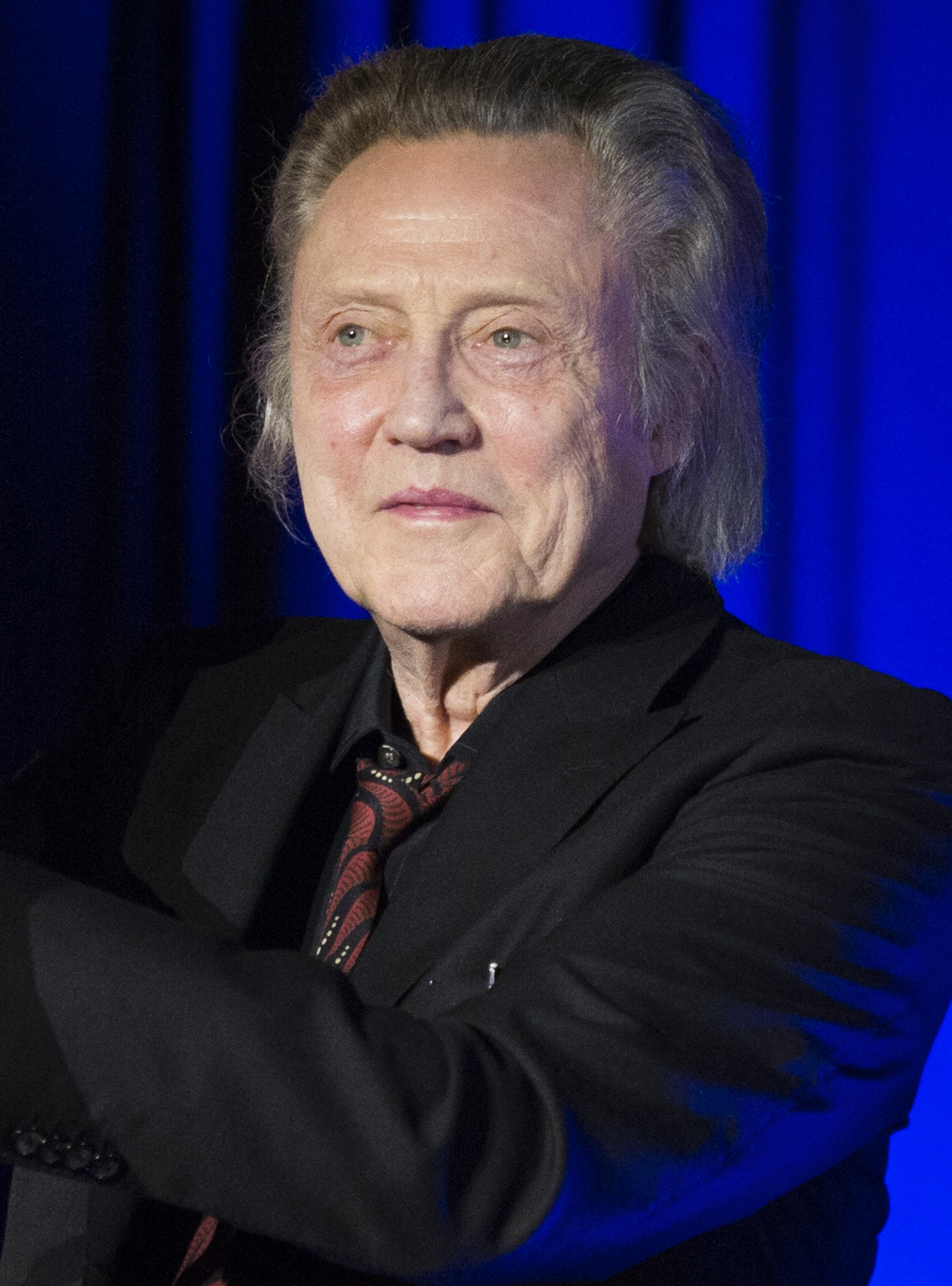
Christopher Walken spielt Imperator Shaddam IV.
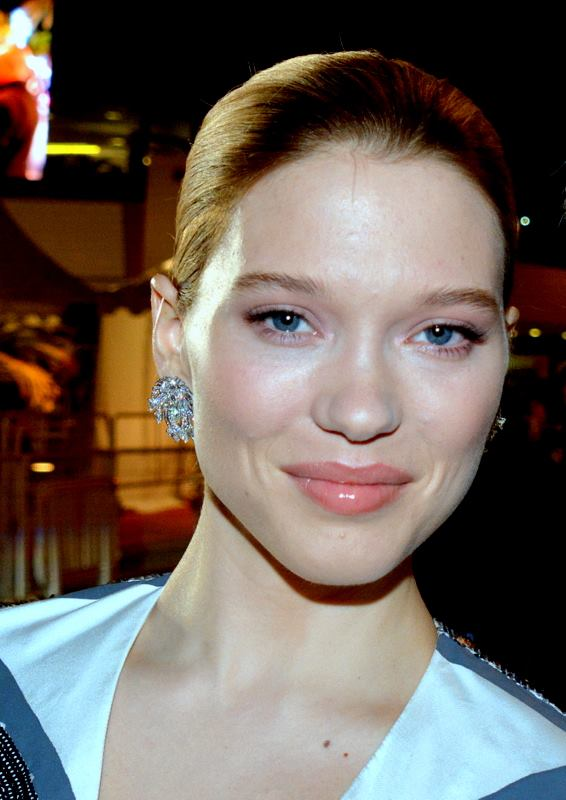
Léa Seydoux spielt Lady Margot Fenring
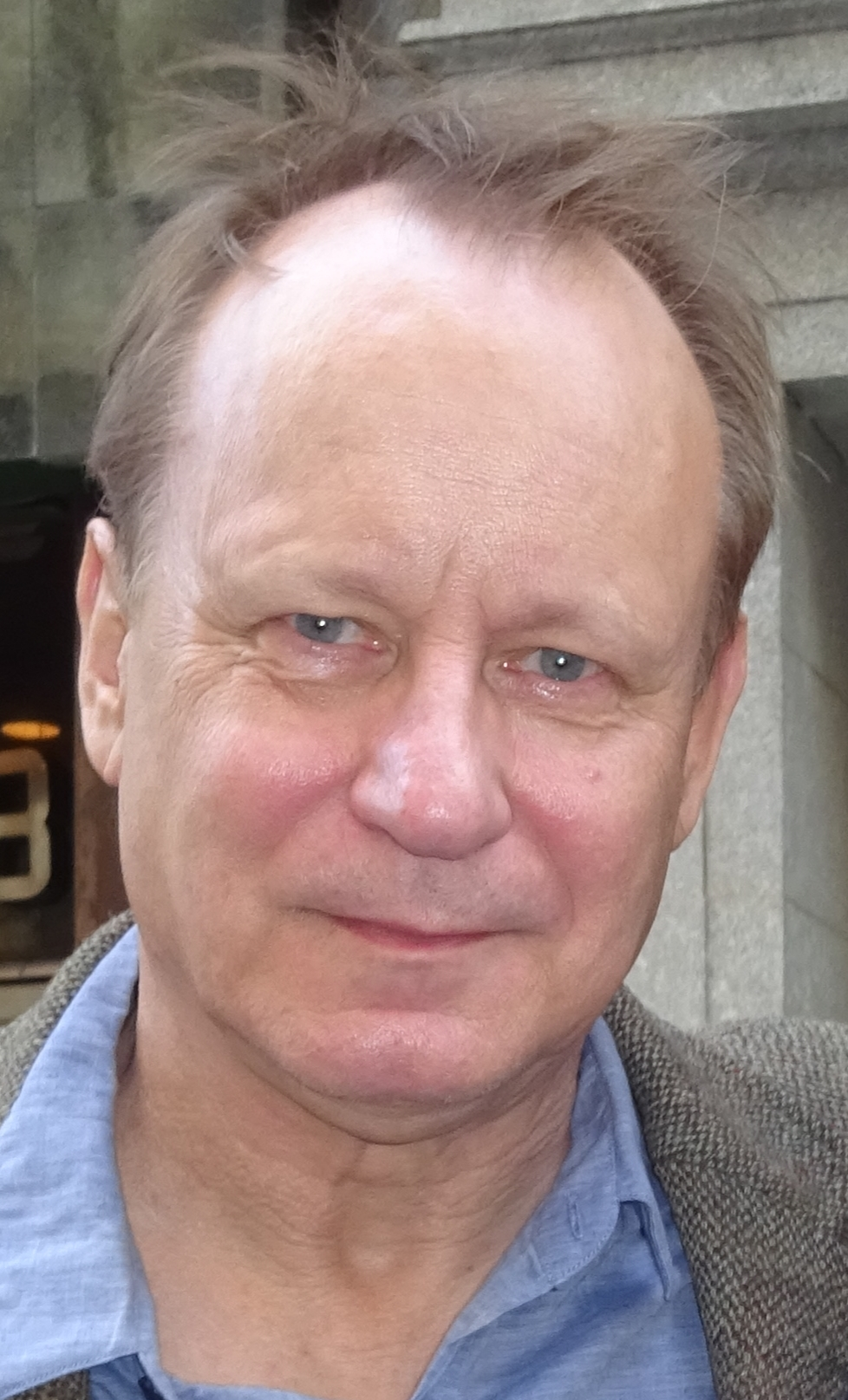
Stellan Skarsgård spielt Baron Wladimir Harkonnen
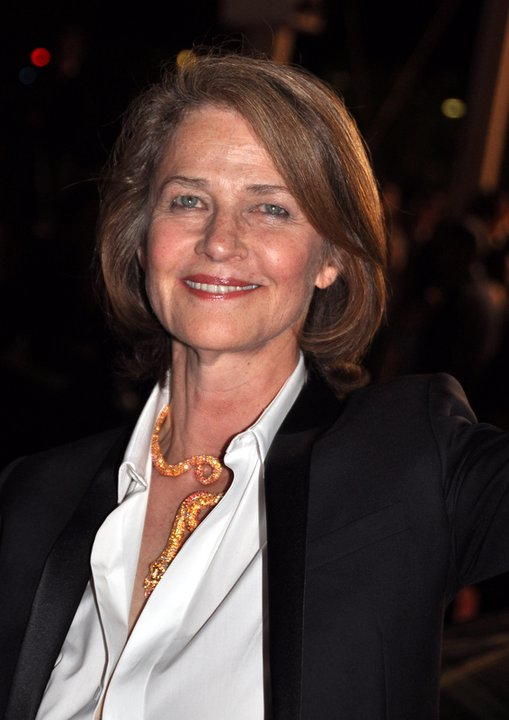
Charlotte Rampling spielt die Ehrwürdige Mutter Gaius Helen Mohiam
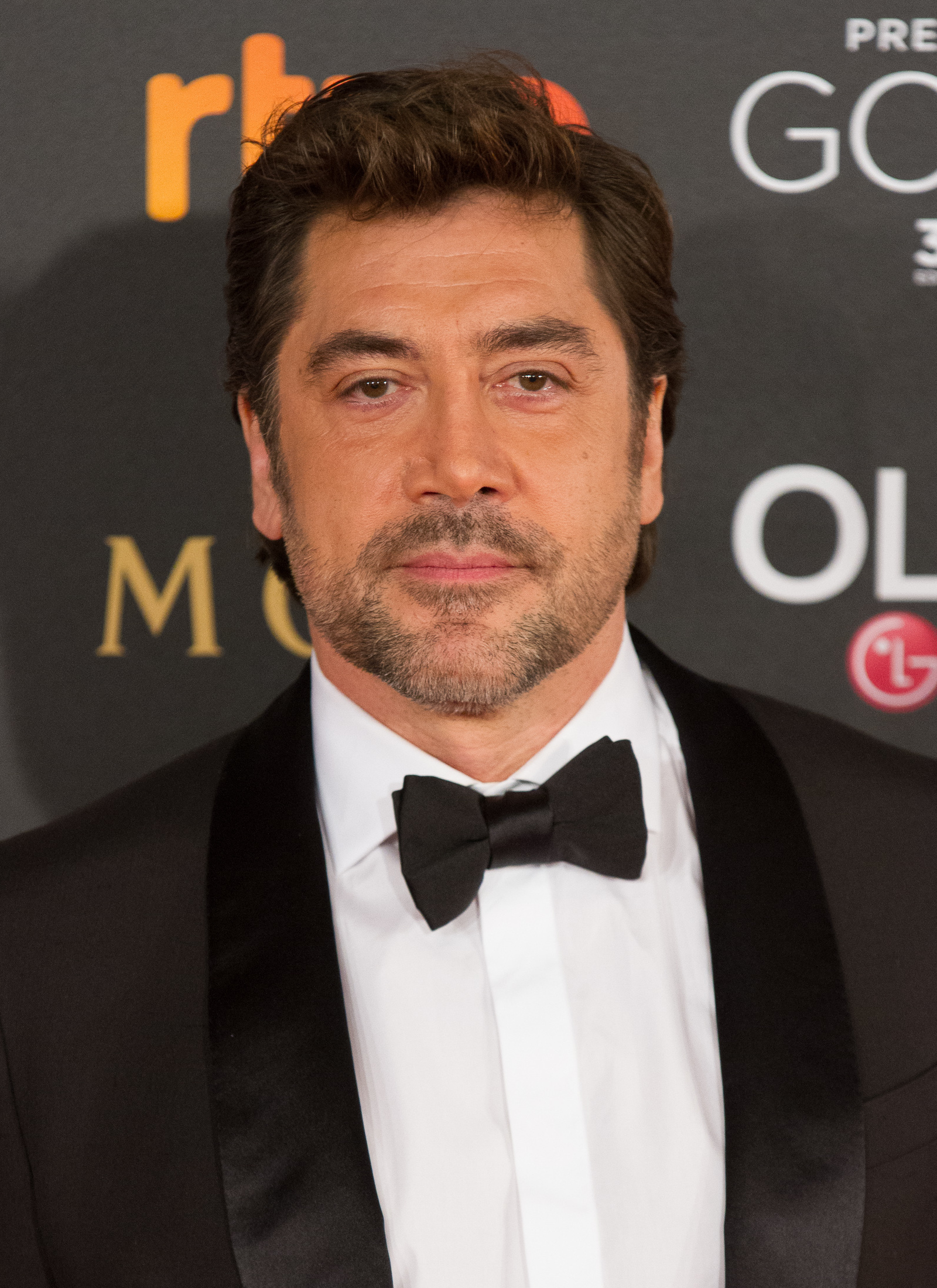
Javier Bardem spielt Stilgar

### Synchronisation
Die deutsche Synchronisation entstand nach einem Dialogbuch von Tobias Neumann und der Dialogregie von Tobias Meister im Auftrag der FFS Film- & Fernseh-Synchron, Berlin. Da sich Detlef Bierstedt zwischenzeitlich von seiner Tätigkeit als Synchronsprecher zurückzog, erhielt Stellan Skarsgård hier mit Douglas Welbat einen neuen Synchronsprecher.
| Darsteller         | Synchronsprecher     | Rolle                                |
| Haus Atreides      | Haus Atreides        | Haus Atreides                        |
| ------------------ | -------------------- | ------------------------------------ |
| Timothée Chalamet  | Marco Eßer           | Paul Atreides                        |
| Rebecca Ferguson   | Berenice Weichert    | Lady Jessica                         |
| Josh Brolin        | Klaus-Dieter Klebsch | Gurney Halleck                       |
| Fremen             |                      |                                      |
| Zendaya            | Marcia von Rebay     | Chani                                |
| Javier Bardem      | Martin Umbach        | Stilgar                              |
| Souheila Yacoub    | Flavia Vinzens       | Shishakli                            |
| Babs Olusanmokun   | Torsten Michaelis    | Jamis                                |
| Haus Harkonnen     |                      |                                      |
| Stellan Skarsgård  | Douglas Welbat       | Baron Wladimir Harkonnen             |
| Austin Butler      | Patrick Roche        | Feyd-Rautha Harkonnen                |
| Dave Bautista      | Tilo Schmitz         | Glossu Rabban                        |
| Haus Corrino       |                      |                                      |
| Christopher Walken | Axel Lutter          | Imperator Shaddam IV.                |
| Florence Pugh      | Ronja Peters         | Prinzessin Irulan                    |
| Weitere Personen   |                      |                                      |
| Charlotte Rampling | Eva Kryll            | Ehrwürdige Mutter Gaius Helen Mohiam |
| Léa Seydoux        | Yvonne Greitzke      | Lady Margot Fenring                  |

### Dreharbeiten, visuelle Effekte, Szenenbild und Kostüme
Erste Aufnahmen entstanden bereits vor Drehbeginn am 4. und 5. Juli 2022 in Altivole, Italien. Der offizielle Drehbeginn erfolgte mit Kameramann Greig Fraser am 18. Juli 2022 in Budapest. Am 12. Dezember 2022 wurden die Dreharbeiten abgeschlossen.
Für die visuellen Effekte zeichnete wie beim Vorgänger das Team um den deutschen Spezialeffektkünstler Gerd Nefzer verantwortlich. Auch Szenenbildnerin Patrice Vermette und Kostümbildnerin Jacqueline West waren wieder an Bord.

### Drehorte
Für die Außenaufnahmen von Arrakis als Handlungsmittelpunkt wurden 30 Drehorte in Jordanien, Abu Dhabi und den Vereinigten Arabischen Emiraten ausgesucht, in denen der fiktionale Wüstenplanet zur Geltung kommt. Hauptdrehort war dabei die antike Stadt und UNESCO-Weltkulturerbe Petra in Jordanien und deren Nachbarorte Wadi Rum und Wadi Musa, das Tal des Mondes. Wegen Regens wurde das Wadi Rum indes während des Drehs zu grün, Ersatz fand man in Al Siq, einer anderthalb Kilometer langen Schlucht mit rotbraunen Sandsteinfelsen, die als spektakulärer Eingang zur Geisterstadt Petra gilt.
Die gigantische Wüste Rub al-Chali, einer der lebensfeindlichsten Orte weltweit, diente in den Vereinigten Arabischen Emiraten als Kulisse für die Sanddünen auf Arrakis, an ihrem nördlichen Ende firmiert die Liwa-Oase schließlich als Heimat der Sandwürmer.
In Abu Dhabi reise die Crew an rund 30 verschiedene Drehorte, vornehmlich um die Heimat der Fremen zu charakterisieren. Die Heimat der Erzählerin, Prinzessin Irulan auf dem Planeten Kaitain, wurde in der durch den Architekten Carlo Scarpa futuristisch gestalteten Grabstätte Brion in Italien realisiert.

## Unterschiede zum Buch
Im Vergleich zur Vorlage wurden die Ereignisse nach Pauls und Jessicas Flucht und ihrer Aufnahme im Sietch der Fremen stark komprimiert. Während im Buch mehrere Jahre bis zu Pauls Aufstieg zum Führer der Fremen vergehen, sind es im Film nur wenige Monate bis zum finalen Konflikt. Pauls Schwester ist zu diesem Zeitpunkt noch nicht geboren, obwohl sie im Buch als dann ca. Fünfjährige eine größere Rolle spielt. Ebenso haben Paul und Chani im Buch einen Sohn, der bei einem Sardaukar-Angriff getötet wird. Chani wird im Buch zu Pauls Konkubine, nachdem er aus dynastischen Gründen plant, Prinzessin Irulan zu heiraten. Im Film distanziert Chani sich nach dieser Entscheidung von Paul und kehrt allein in die Wüste zurück, was die Bedeutung ihrer Rolle für eine Neuinterpretation im geplanten dritten Teil der Filmserie offen lässt. Weiter wurden aus dramaturgischen Gründen einige Figuren weggelassen; so zum Beispiel die Geschichte rund um Thufir Hawat, dessen Szenen zwar gedreht, jedoch nicht im endgültigen Schnitt des Films verwendet wurden. Die Bedeutung des Spice für die verschiedenen Machtgruppen des Dune-Kosmos wird nur noch am Rande erwähnt, Villeneuve konzentrierte sich in seiner Interpretation der Geschichte vor allem auf Pauls Aufstieg zum militärischen und religiösen Führer. In der Buchvorlage droht Paul Atreides zwar auch mit der Vernichtung der Spice-Vorkommen auf Dune, aber nicht durch Atomwaffen, sondern durch die Unterbrechung des ökologischen Kreislaufs der Sandwürmer.

## Musik

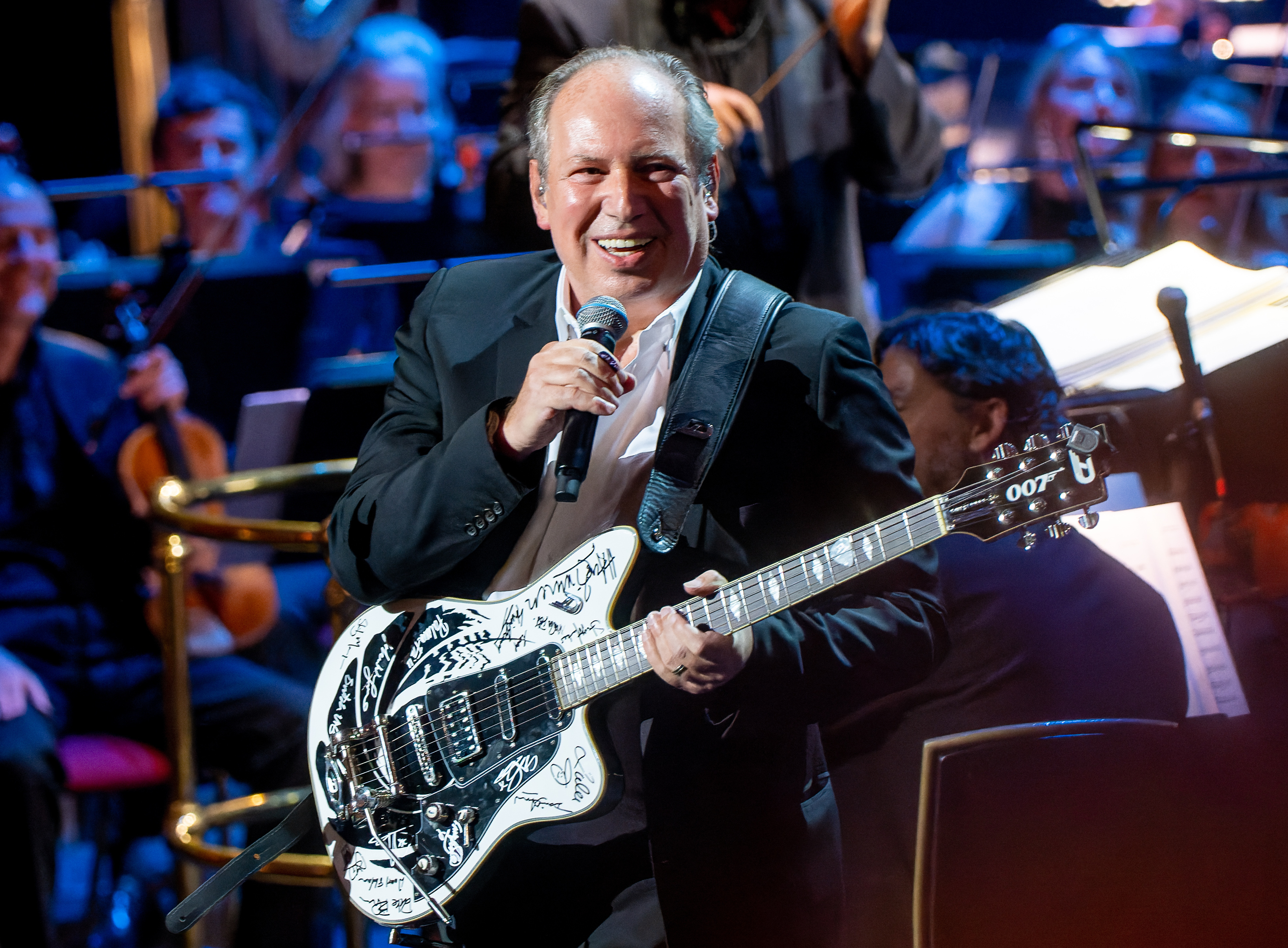
Hans Zimmer 2022 in der Royal Albert Hall

Als Supervising Sound Editor fungierte Richard King. Auch der Sounddesigner Alan Meyerson, mit dem Villeneuve bereits für Blade Runner 2049 und den ersten Teil von Dune zusammenarbeitete, war wieder beteiligt.
Die Filmmusik komponierte wie bei Dune: Part One Hans Zimmer. Zimmer hatte vor der Ankündigung des Films über 90 Minuten Musik komponiert, um Villeneuve beim Schreiben zu inspirieren. Mitte Februar 2024 veröffentlichte WaterTower Music mit A Time of Quiet Between the Storms und Harvester Attack die ersten beiden Musikstücke aus dem Film. Das vollständige Soundtrack-Album mit insgesamt 24 Musikstücken wurde am 23. Februar 2024 veröffentlicht.
| ChartsChartplatzierungen | Höchstplatzierung | Wochen |
| ------------------------ | ----------------- | ------ |
| Deutschland (GfK)        | 82 (1 Wo.)        | 1      |

## Marketing und Veröffentlichung
Am 3. Mai 2023 veröffentlichte Warner Bros. einen ersten Trailer zu Dune: Part Two; ein zweiter folgte am 29. Juni 2023 sowie ein dritter am 12. Dezember 2023.
Die US-Studios Warner Bros und Legendary teilten ursprünglich mit, dass Dune: Part Two am 20. Oktober 2023 in die US-amerikanischen Kinos kommen solle. Später erfolgten Verschiebungen des US-Kinostarts zunächst auf den 17. November, dann auf den 3. November 2023 und schließlich auf den 15. März 2024, bevor eine Vorverlegung auf den 1. März 2024 verkündet wurde. Am 28. Februar 2024 kam der Film in die österreichischen und am 29. Februar in die deutschen und Deutschschweizer Kinos. In den USA startete er am 1. März. Die Premiere erfolgte bereits am 6. Februar 2024 im Auditorio Nacional in Mexico-Stadt.

## Rezeption

### Kritiken
Von den bei Rotten Tomatoes aufgeführten Kritiken sind 92 Prozent positiv bei einer durchschnittlichen Bewertung mit 8,3 von 10 möglichen Punkten, womit er aus den 25. Annual Golden Tomato Awards als Erstplatzierter unter den Filmen und auch den Science-Fiction-Filmen des Jahres 2024 hervorging. Bei Metacritic erhielt der Film einen Metascore von 79 von 100 möglichen Punkten. In der Internet Movie Database steht der Film auf Platz 39 der 250 bestbewerteten Filme (Stand 14. August 2024). Insbesondere der Gladiatorenkampf auf Giedi Prime, der an Gladiator von Ridley Scott erinnere, wurde oftmals als einer der Höhepunkte des Films dargestellt. Auch die Kameraarbeit von Greig Fraser, das Sounddesign und die Musik von Hans Zimmer wurden von Kritikern immer wieder positiv hervorgehoben, besonders während Pauls action-reichem Ritt auf dem Sandwurm.
Joana Müller schreibt in ihrer Kritik im Online-Portal Filmstarts, wenn die Harkonnen-Krieger in den ersten Minuten von Dune: Part Two Paul und die Fremen im Gebirge von Arrakis überfallen und dabei nacheinander mit so einem Getöse vom Himmel fallen, dass der Kinosessel vibriert, hole Denis Villeneuve die Zuschauer direkt dort wieder ab, wo er sie 2021 aus den Kinos entlassen hat. Müller beschreibt diese Szene als ein audiovisuelles Erlebnis für wirklich fast alle Sinne. Villeneuve erfülle nicht nur die immens hohen Erwartungen, sondern übertreffe sie sogar. Bei Pauls Ritt auf einem der gefährlichen Sandwürmer von Arrakis während seiner Prüfung entfessele Villeneuve ein immersives Action-Spektakel und bringe mit schnellen Schnitten und hautnahen Kameraeinstellungen das Herz einmal mehr zum Rasen. Auch dürfte es nicht nur Fans von Frank Herberts Roman freuen, dass Dune: Part Two viel tiefer in die zahlreichen Themen von Umwelt über Kolonialismus bis hin zu Religion eintaucht. Die eigentlichen Stars des Films seien die Fremen, die in überwältigender Anzahl und ihrer so pragmatisch wie überlebensnahen Ausstattung präsentiert würden. Dass Villeneuve und der ihn erneut beim Drehbuch unterstützende Prometheus-Autor Jon Spaihts die Rolle der von Zendaya verkörperten Fremen-Kriegerin gegenüber der Vorlage deutlich ausgebaut haben, erweise sich als goldrichtige Entscheidung. So würden sie der bereits aus den 1960er Jahren stammenden Geschichte nicht nur eine benötigte Aktualisierung mit deutlich spannenderen Reibungspunkten verschaffen, sie gestalteten auch eine der wichtigsten und nahbarsten Figuren des Films. Zendaya spiele diese herausragend und könne mit vielfältigen Emotionen in einem mitreißenden Konflikt nun so richtig glänzen.
Peter Osteried, Filmkorrespondent der Gilde deutscher Filmkunsttheater, erklärt in seiner Kritik, auch wenn der Film wie schon der Vorgänger mit gigantischen Bildern und prächtigem Sound überzeuge, sei es die Geschichte, die wirklich fasziniere. Wie in Herberts Roman sei Paul Atreides auch im Film als recht ambivalente Figur gezeichnet und verstehe es exzellent, die Wandlung von dem jungen Mann, der nicht nach Macht strebt, hin zu einem Mann, der seiner Bestimmung folgt und zum Machtmensch wird, zu zeigen. Dies mache den zweiten Teil zu einem noch vielschichtigeren Film als den Erstling, und Timothée Chalamet spiele großartig.
Tobias Rapp vom Spiegel bemerkt zu den visuellen Aspekten des Films, seit Stanley Kubrick habe kein Regisseur mehr mit solch detailversessener Präzision einen Film als Welt entworfen: „Die Kleidung der Fremen, die sie wie futuristische Mudschahedin aussehen lässt. Die Wüste, der Villeneuve immer neue Farben gibt. Die Architektur auf Arrakis, eine Mischung aus den Pyramiden des alten Ägypten und dem Beton-Brutalismus der Siebzigerjahre.“
Ron Stoklas schreibt in seiner Kritik für Flux FM, dass dem Film eine noch bessere „Symbiose aus spektakulären Bildern, großartigen Spezialeffekten und dem wuchtigen Score von Komponist Hans Zimmer“ gelingt als beim Vorgänger. Für ihn liefert der Film „Sci-fi-Kino der Extraklasse“ und positioniert sich als der „wohl beste Sci-fi-Blockbuster der jüngeren Vergangenheit“.
Die Jury der Deutschen Film- und Medienbewertung (FBW) hat den Film mit dem Prädikat „wertvoll“ ausgezeichnet. Dabei empfindet es die Jury als bewundernswert „mit welcher Fülle an Themen, Fragen, Kulturen und geschichtlichen Anknüpfungen der Zuschauer konfrontiert wird: Moralische Fragen wie der Umgang mit Macht und die Deformation durch Macht werden angesprochen. Oder der Einsatz von Krieg und Gewalt für hehre Zwecke – bis zum Einsatz von Atomwaffen.“
Richard Roeper bewertete den Film in der US-amerikanische Chicago Sun-Times mit drei von vier Sternen und lobte die technischen und erzählerischen Aspekte: „Selbst wenn wir die atemberaubende und eindringliche und oscarverdächtige Kameraführung, den Schnitt, die Filmmusik, die visuellen Effekte, das Produktionsdesign und den Ton in Denis Villeneuves Dune bewundern, werden wir auf Schritt und Tritt daran erinnert, dass dies eine absolut verrückte Geschichte mit einigen fantastischen, aber auch verrückten und manchmal fast lächerlichen Plot-Elementen ist.“ Laut einer Kritik, des US-amerikanischen Fernsehsenders CNN des Films, von Noah Berlatsky: „Dune: Teil Zwei gibt vor, uns einen Freiheitskampf auf einem exotischen und fernen Planeten zu zeigen. Aber er erzählt die gleiche alte Geschichte der Macht wie immer.“
Nicholas Barber beschrieb den Film in einem Artikel für die BBC als „eines der verblüffendsten und schrägsten Werke der Art-House-Psychedelik, die jemals von einem großen Studio produziert wurden“ und stellte fest, dass die Größe des Films seine Probleme wettmachte. Robbie Collin vom britischen The Daily Telegraph bewertete den Film mit vier von fünf Sternen und lobte die visuellen Aspekte: „Die Unbestimmtheit von Dune ist eine seiner besten Qualitäten: herauszufinden, was passiert, ist sekundär, um zu sehen, wie es sich entfaltet“.
In einer gemischten Kritik stellte Mathieu Macheret in der französischen Zeitung Le Monde fest, dass der Film, der sich sehr eng an Herberts Geschichte hält, in einem ersten Teil „die Grundlagen einer Mythologie legt“ und sich im zweiten Teil auf die „Konstruktion eines Messias“ konzentriert, während der französische Fernsehsender TF1 den Film zwar lobte, ihn aber als „fast zu beschaulich“ beurteilte. Das französische Filmmagazin Première schrieb, Villeneuve habe mit Dune 2 bewiesen, dass er „der beste Erbe von Ridley Scott“ sei.
Die portugiesische Tageszeitung Público stellte fest: „Alles in Dune: Teil Zwei ist ein Duell/Duett zwischen dem Unendlichen und dem Kosmischen, zwischen Schicksal und freiem Willen; so wie es schon Herberts Buch war, und hier auf eine Art und Weise, die in ihrer monumentalen Ernsthaftigkeit eindeutig Villeneuvianisch ist, manchmal sogar feierlich, aber in der Lage, dem Zuschauer etwas zu bieten, an dem er sich festbeißen kann. […] Es ist der sehr seltene Fall, dass ein zweiter Film solider ist als der erste.“
Wie schon beim ersten Film gab es auch hier eine begrenzte Kritik an der Behauptung, der Film habe sich islamische und arabische Elemente angeeignet. Furvah Shah schrieb für Cosmopolitan UK, sie fühle sich „als muslimische Zuschauerin enttäuscht“ und kritisierte den Film für die fehlende Besetzung der Hauptrollen mit Personen aus dem Nahen Osten und Nordafrika (MENA-Region) trotz der Verwendung der Kultur der Region und der oberflächlichen Darstellung des Islam. Hannah Flint von der englisch- und arabischsprachigen The New Arab kritisierte ebenfalls die Verwendung von arabischen und islamischen Kulturelementen und den Mangel an Darstellern aus den MENA-Ländern, lobte jedoch die Besetzung mit der schweizerisch-tunesischen Schauspielerin Souheila Yacoub als „Gewinn für die arabische Darstellung“. Steven D. Greydanus (U.S. Catholic) gibt eine konträre Sicht der religiösen Einflüsse des Films wieder und stellt fest, dass der Film eine Reihe von abrahamitischen Religionen aufgreift, um den Glauben selbst zu kritisieren.
Der Filmemacher Steven Spielberg lobte den Film und nannte ihn „einen der brillantesten Science-Fiction-Filme, die ich je gesehen habe“, während er weiter feststellte, dass „er auch voller tief gezeichneter Charaktere ist … Dennoch ist der Dialog sehr spärlich, wenn man ihn im Verhältnis zur Laufzeit des Films betrachtet. Das ist großes Kino. Die Aufnahmen sind so malerisch, aber es gibt keinen einzigen Winkel oder eine einzige Einstellung, die prätentiös wäre.“

### Einspielergebnis
Die weltweiten Einnahmen des Films aus Kinovorführungen belaufen sich auf 714,4 Millionen US-Dollar, davon alleine 282,1 Millionen in den Vereinigten Staaten und Kanada. In Deutschland verzeichnet der Film 3.145.033 Besucher und konnte 38,8 Millionen Euro einspielen.

### Auszeichnungen
Im Rahmen der Oscarverleihung 2025 wurde Dune: Part Two in Shortlists der Kategorien Beste visuelle Effekte und Bestes Make-up und beste Frisuren aufgenommen und zudem in eine Shortlist der Kategorie Bester Ton. Im Folgenden eine Auswahl von Auszeichnungen und Nominierungen.
AACTA International Awards 2025
- Nominierung als Bester Film
- Nominierung für die Beste Regie (Denis Villeneuve)[65]

AFI Awards 2024
- Aufnahme in die 10 Filme des Jahres[66]

American Society of Cinematographers Awards 2025
- Nominierung für die Beste Kamera (Greig Fraser)[67]

Art Directors Guild Awards 2025
- Nominierung für das Beste Szenenbild in einem Fantasyfilm (Patrice Vermette)[68]

Artios Awards 2025
- Nominierung für das Beste Casting in einem Filmdrama[69]

Astra Film Awards 2024
- Nominierung als Bester Film
- Nominierung für die Beste Regie (Denis Villeneuve)
- Nominierung für das Beste adaptierte Drehbuch (Denis Villeneuve und Jon Spaihts)
- Nominierung für die Beste Kamera (Greig Fraser)
- Nominierung für die Beste Filmmusik (Hans Zimmer)
- Nominierung für den Besten Filmschnitt (Joe Walker)
- Nominierung für die Besten visuellen Effekte
- Nominierung für den Besten Ton
- Nominierung für die Besten Stunts
- Nominierung für die Beste Stuntkoordination (Lee Morrison)
- Nominierung für das Beste Makeup und Hairstyling
- Nominierung für die Besten Kostüme (Jacqueline West)
- Nominierung für das Beste Casting (Francine Maisler)
- Nominierung als Bestes Ensemble
- Nominierung für die Beste Marketingkampagne[70]

British Academy Film Awards 2025
- Nominierung für die Beste Regie (Denis Villeneuve)
- Nominierung für die Beste Kamera (Greig Fraser)
- Nominierung für das Beste Szenenbild (Patrice Vermette und Shane Vieau)
- Nominierung für den Besten Schnitt (Joe Walker)
- Auszeichnung für den Besten Ton (Ron Bartlett, Doug Hemphill, Gareth John und Richard King)
- Nominierung für das Beste Make-up und die besten Frisuren (Love Larson und Eva Von Bahr)
- Auszeichnung für die Besten visuellen Effekte (Paul Lambert, Stephen James, Gerd Nefzer und Rhys Salcombe)[71]

British Society of Cinematographers Awards 2025
- Nominierung für die Beste Kamera – Spielfilm (Greig Fraser)[72]

Cinema Audio Society Awards 2025
- Nominierung in der Kategorie Live-Action-Spielfilm[73]

Costume Designers Guild Awards 2025
- Nominierung für die Besten Kostüme in einem Science-Fiction/Fantasy-Film (Jacqueline West)[74]

Critics’ Choice Movie Awards 2025
- Nominierung als Bester Film
- Nominierung für die Beste Regie (Denis Villeneuve)
- Nominierung für das Beste adaptierte Drehbuch (Denis Villeneuve und Jon Spaihts)
- Nominierung für die Beste Kamera (Greig Fraser)
- Nominierung für die Beste Filmmusik (Hans Zimmer)
- Nominierung für den Besten Schnitt (Joe Walker)
- Nominierung für das Beste Szenenbild (Patrice Vermette und Shane Vieau)
- Nominierung für die Besten Kostüme (Jacqueline West)
- Nominierung für das Beste Make-up und die besten Frisuren
- Auszeichnung für die Besten visuellen Effekte (Paul Lambert, Stephen James, Rhys Salcombe und Gerd Nefzer)[75]

Critics’ Choice Super Awards 2025
- Auszeichnung als Bester Science-Fiction-/Fantasyfilm
- Nominierung als Bester Schauspieler in einem Science-Fiction-/Fantasyfilm (Austin Butler)
- Auszeichnung als Bester Schauspieler in einem Science-Fiction-/Fantasyfilm (Timothée Chalamet)
- Nominierung als Beste Schauspielerin in einem Science-Fiction-/Fantasyfilm (Zendaya)
- Nominierung als Bester Bösewicht in einem Film (Austin Butler)[76]

Eddie Awards 2025
- Nominierung in der Kategorie Bester Filmschnitt – Drama (Joe Walker)[77]

Golden Globe Awards 2025
- Nominierung als Bestes Filmdrama
- Nominierung für die Beste Filmmusik (Hans Zimmer)

Golden Reel Awards 2025
- Auszeichnung für den Besten Tonschnitt – Feature Effects / Foley
- Nominierung für den Besten Tonschnitt – Feature Dialogue / ADR
- Nominierung für den Besten Musikschnitt – Feature Motion Picture[78][79]

Golden Trailer Awards 2023
- Nominierung in der Kategorie Fantasy Adventure
- Nominierung für das Beste Voiceover für den Don LaFontaine Award[80]

Grammy Awards 2025
- Auszeichnung in der Kategorie Score Soundtrack for Visual Media (Hans Zimmer)[81]

Hollywood Music in Media Awards 2024
- Auszeichnung für die Beste Filmmusik in einem Science-Fiction- oder Fantasyfilm (Hans Zimmer)[82]

London Critics’ Circle Film Awards 2025
- Nominierung für die Beste Regie (Denis Villeneuve)
- Nominierung für eine Besondere technische Leistung (Paul Lambert für die visuellen Effekte)[83]

Nickelodeon Kids’ Choice Awards 2024
- Nominierung als Beste Schauspielerin (Zendaya)
- Nominierung als Bester Bösewicht (Austin Butler)

Online Film Critics Society Awards 2025
- Nominierung als Bester Film
- Nominierung für die Beste Regie (Denis Villeneuve)
- Nominierung für das Beste adaptierte Drehbuch
- Nominierung für den Besten Schnitt
- Nominierung für die Beste Kamera
- Nominierung für die Beste Filmmusik
- Nominierung für das Beste Szenenbild
- Nominierung für die Besten Kostüme
- Nominierung für die Besten visuellen Effekte[84]

Oscarverleihung 2025
- Nominierung als Bester Film
- Nominierung für die Beste Kamera (Greig Fraser)
- Nominierung für das Beste Szenenbild (Patrice Vermette und Shane Vieau)
- Auszeichnung für den Besten Ton (Gareth John, Richard King, Ron Bartlett und Doug Hemphill)
- Auszeichnung für die Besten visuellen Effekte (Paul Lambert, Stephen James, Rhys Salcombe, Gerd Nefzer)

Producers Guild of America Awards 2025
- Nominierung als Bester Film für den Darryl F. Zanuck Award[85]

Satellite Awards 2025
- Nominierung als Bester Film
- Nominierung für die Beste Regie (Denis Villeneuve)
- Auszeichnung für die Beste Kamera (Greig Fraser)
- Auszeichnung für den Besten Filmschnitt (Joe Walker)
- Nominierung für das Beste Szenenbild (Patrice Vermette und Shane Vieau)
- Nominierung für das Beste Kostümdesign (Jacqueline West)
- Nominierung für die Beste Filmmusik (Hans Zimmer)
- Nominierung für den Besten Ton
- Nominierung für die Besten visuellen Effekte[86][87]

Saturn Awards 2025
- Auszeichnung als Bester Science-Fiction-Film
- Auszeichnung für die Beste Regie (Denis Villeneuve)
- Nominierung für das Beste Drehbuch (Denis Villeneuve und Jon Spaihts)
- Nominierung als Bester Hauptdarsteller (Timothee Chalamet)
- Auszeichnung als Beste Nebendarstellerin (Rebecca Ferguson)
- Nominierung als Beste Nebendarstellerin (Zendaya)
- Nominierung als Bester Nebendarsteller (Josh Brolin)
- Nominierung als Bester Nebendarsteller (Austin Butler)
- Nominierung für die Beste Filmmusik (Hans Zimmer)
- Nominierung für den Besten Schnitt (Joe Walker)
- Auszeichnung für das Beste Szenenbild (Patricia Vermette)
- Nominierung für die Besten Kostüme (Jacqueline West)
- Nominierung für das Beste Makeup (Donald Mowat)
- Auszeichnung für die Besten Effekte (Paul Lambert, Stephen James, Rhys Salacombe und Gerd Nefzer)[88]

Screen Actors Guild Awards 2025
- Nominierung als Bestes Stunt-Ensemble[89]

Set Decorators Society of America Awards 2025
- Nominierung in der Kategorie Décor/Design of a Fantasy or Science Fiction Film (Shane Vieau und Patrice Vermette)[90]

Society of Composers & Lyricists Awards 2025
- Nominierung für die Beste Filmmusik – Studio Film (Hans Zimmer)[91]

VES Awards 2025
- Nominierung für die Besten visuellen Effekte in einem fotorealistischen Spielfilm (Paul Lambert, Brice Parker, Stephen James, Rhys Salcombe und Gerd Nefzer)
- Nominierung für die Beste Umwelt in einem fotorealistischen Spielfilm („The Arrakeen Basin“, Daniel Rhein, Daniel Anton Fernandez, Marc James Austin und Christopher Anciaume)
- Auszeichnung für die Beste CG-Kamera („Arrakis“, Greig Fraser, Xin Steve Guo, Sandra Murta und Ben Wiggs)
- Nominierung für die Besten Modelle („The Harkonnen Harvester“, Andrew Hodgson, Timothy Russell, Erik Lehmann und Louie Cho)
- Auszeichnung für die Beste Effekt-Simulation („Atomic Explosions and Wormriding“, Nicholas Papworth, Sandy la Tourelle, Lisa Nolan und Christopher Phillips)
- Auszeichnung für die Beste Lichtkomposition („Wormriding“, „Giedi Prime und das ‚Final Battle‘“, Christopher Rickard, Francesco Dell’Anna, Paul Chapman und Ryan Wing)
- Nominierung für den Emerging Technology Award („Nuke CopyCat“, Ben Kent, Guillaume Gales, Mairead Grogan und Johanna Barbier)[92][93]

World Soundtrack Awards 2024
- Nominierung für den Public Choice Award (Hans Zimmer)[94]

Writers Guild of America Awards 2025
- Nominierung für das Beste adaptierte Drehbuch (Denis Villeneuve und Jon Spaihts)[95]